# Der Glöckner von Notre Dame (1956)
Der Glöckner von Notre Dame (Originaltitel: Notre Dame de Paris) ist ein Film von Jean Delannoy aus dem Jahr 1956. Er basiert auf dem gleichnamigen Roman von Victor Hugo.

## Handlung
Paris im 15. Jahrhundert. Quasimodo, missgebildeter Glöckner der Kathedrale Notre Dame, erblickt beim Fest der Narren Esmeralda, eine bei Zigeunern aufgewachsene Schönheit, und ist von ihr fasziniert. Claude Frollo, der Erzdiakon der Kathedrale, findet ebenfalls Gefallen an ihr. Er befiehlt Quasimodo, Esmeralda zu ihm zu bringen. Sie denkt, dass sie entführt wird. Die königliche Wache missversteht die Situation und nimmt Quasimodo gefangen. Claude kann fliehen. Esmeralda verliebt sich augenblicklich in ihren zeitweiligen Beschützer Phoebus, den Anführer der königlichen Wache, der seinerseits mit Fleur de Lys verlobt ist.
Am nächsten Tag wird Quasimodo öffentlich ausgepeitscht und in Ketten gelegt. Man lässt ihn Durst leiden, doch Esmeralda gibt ihm einen Krug Wasser zu trinken; Claude befreit ihn von seinen Ketten. Phoebus und Claude buhlen nun um Esmeraldas Gunst. Als Phoebus das Rennen zu machen scheint, wird er von Claude niedergestochen. Doch Esmeralda wird für die Täterin gehalten, da ihr Messer das Tatwerkzeug war; sie wird zum Tode verurteilt. Der totgeglaubte, in Wahrheit aber nur schwer verletzte Phoebus will nichts mehr von dem Vorfall wissen.
Quasimodo befreit Esmeralda und versteckt sie im Glockenturm, da sie in der Kirche auch Asyl genießt. Esmeraldas Freunde, ein Heer aus Bettlern und kleinen Kriminellen, wollen die Kathedrale stürmen, u. a. um sie zu befreien. Quasimodo missversteht die Situation und leistet Gegenwehr mit Steinen und dem Herabgießen heißer Flüssigkeiten. Als Esmeralda ihren Helfern die Pforte öffnet, wird sie von Soldaten, die im Hintergrund aufmarschiert sind, um die Randale niederzuschlagen, unabsichtlich mit einem Pfeil erschossen. Claude wird von Quasimodo vom Kirchturm geworfen, da er die Tragödie verursacht hat. Obwohl tot, wird Esmeralda der Ordnung halber dennoch am Galgen aufgehängt. Quasimodo stiehlt die Leiche, versteckt sie in einem unterirdischen Gewölbe, weicht nicht mehr von ihrer Seite und stirbt dort später.

## Synchronisation
Es existieren zwei deutsche Synchronfassungen, eine für die BRD und eine für die DDR. Die West-Fassung entstand bei der UFA in West-Berlin. Die Ost-Fassung entstand im DEFA Studio für Synchronisation in Ost-Berlin. Edi Weeber-Fried schrieb das Dialogbuch und Dagmar Nawroth führte Regie. Für die Tontechnik war Helga Schwarz verantwortlich, den Schnitt besorgte Renate Rahner.
| Rolle                  | Darsteller        | Synchronsprecher (BRD 1957) | Synchronsprecher (DDR 1972) |
| ---------------------- | ----------------- | --------------------------- | --------------------------- |
| Esmeralda              | Gina Lollobrigida | Gisela Trowe                | Annekathrin Bürger          |
| Quasimodo              | Anthony Quinn     | Wolf Martini                | Siegfried Voß               |
| Phoebus de Chateaupers | Jean Danet        | Siegmar Schneider           | Dieter Wien                 |
| Claude Frollo          | Alain Cuny        | Ernst Wilhelm Borchert      | ?                           |
| Aloyse de Gondelaurier | Valentine Tessier | Ursula Krieg                | ?                           |
| König Ludwig XI.       | Jean Tissier      | Siegfried Schürenberg       | ?                           |
| Jehan Frollo           | Maurice Sarfati   | Hans Clarin                 | ?                           |
| Charmolue              | Jacques Hilling   | Klaus Miedel                | ?                           |
| Mathias Hungadi        | Roger Blin        | Hans Emons                  | ?                           |
| Zwerg                  | Piéral            | Walter Bluhm                | ?                           |
| Henker                 | Roland Bailly     | Alexander Welbat            | ?                           |
| Jupiter                | Albert Rémy       | Paul Wagner                 | ?                           |
| Gerichtspräsident      | Camille Guérini   | Paul Wagner                 | ?                           |
| Francois Chanteprune   | Georges Douking   | Gerd Duwner                 | ?                           |
| Pierre Gringoire       | Robert Hirsch     | Paul Edwin Roth             | Holger Mahlich              |
| Clopin Trouillefou     | Philippe Clay     | Gerd Martienzen             | ?                           |

Des Weiteren sprachen in der DEFA-Fassung: Eberhard Mellies, Ruth Langner, Solveig Müller, Siegfried Weiß, Joachim Siebenschuh, Harald Halgardt, Karl Sturm, Stefan Lisewski, Hanna Rieger und Dietmar Richter-Reinick.

## Hintergrund
Der Roman war bereits 1923 von Wallace Worsley (Der Glöckner von Notre Dame; mit Lon Chaney senior als Glöckner) sowie 1939 von William Dieterle (Der Glöckner von Notre Dame; mit Charles Laughton als Glöckner) verfilmt worden. Jean Delannoy hält sich bei den Charakterisierungen der Figuren an die Romanvorlage und unterscheidet sich darin von den vorangegangenen Verfilmungen. Delannoy musste sich dabei gegen die Produzenten des Films durchsetzen. Diese wollten den religiösen Aspekt streichen, weil sie Proteste von religiösen Gruppierungen fürchteten.
Am 21. November 2013 wurde der Film in Deutschland erstmals auf DVD veröffentlicht.
Es gibt noch eine französische DVD, die am 8. April 2002 veröffentlicht wurde und die den deutschen Stereoton enthält.

## Kritiken
- „Die berühmte Geschichte […] wurde mit dem brillanten Anthony Quinn zum drittenmal verfilmt; folkloristisch-bunt mit Glanzeffekten […].“ (Wertung: 2½ Sterne = überdurchschnittlich) – Adolf Heinzlmeier und Berndt Schulz in Lexikon „Filme im Fernsehen“ (erweiterte Neuausgabe). Rasch und Röhring, Hamburg 1990, ISBN 3-89136-392-3, S. 309

- „Die farbige Cinemascope-Verfilmung von Delannoy ist spektakulärer, aber weniger präzise als die von Dieterle (1939). Doch ist Anthony Quinn als Glöckner fast ebenso überzeugend, wie es Charles Laughton war. Bedauerlicherweise ist die Umsetzung des Romans von Victor Hugo in dieser französischen Verfilmung „amerikanischer“ ausgefallen, die pyrotechnischen Effekte sind etwas zu aufdringlich.“ – Lexikon des internationalen Films[6]